# Distrito de Hajdúhadház
El distrito de Hajdúhadház (húngaro: Hajdúhadházi járás) es un distrito húngaro perteneciente al condado de Hajdú-Bihar.
En 2013 tiene 22 328 habitantes. Su capital es Hajdúhadház.

## Municipios
El distrito tiene 2 ciudades (en negrita) y un pueblo (población a 1 de enero de 2012):
- Bocskaikert (2946)
- Hajdúhadház (12 458) – la capital
- Téglás (6637)